# أوصال (اسم)
أَوْصَال هو اسم علم مؤنث من أصل عربي، وجاء الاسم على صيغة الجمع، ومعناه هو الصلة والهبة والمثل.